# Alive in Torment
Albums de Dimmu Borgir
Puritanical Euphoric Misanthropia
(2001) World Misanthropy
(2002)
Alive In Torment est un EP du groupe de black metal symphonique norvégien Dimmu Borgir.
Il a été enregistré le 4 avril 2001 à Stuttgart en Allemagne, pendant la tournée organisée afin de promouvoir le dernier album studio en date du groupe, Puritanical Euphoric Misanthropia.
Alive In Torment est sorti le 5 février 2002 sous le label Nuclear Blast Records. Son tirage a été limité à 10 000 copies. Le disque est un « shaped CD ».
Pour ce bref live, le groupe a sélectionné des titres provenant de leurs trois derniers albums studio.

## Composition
- Shagrath : chant
- Silenoz : guitare
- Galder : guitare
- ICS Vortex : basse et chant clair
- Mustis : claviers
- Nicholas Barker : batterie

## Liste des morceaux
- Tormentor of Christian Souls
- The Blazing Monoliths of Defiance
- The Insight and the Catharsis
- Puritania
- The Maelstrom Mephisto